# Фуцзянь (авіаносець)
«Фуцзянь», (Type 003 «Fujian»), (Авіаносець тип 003) — китайський авіаносець другого покоління, що будується для ВМС Народно-визвольної армії Китаю. Це буде перший китайський авіаносець, який використовує систему Catobar (англ. ) та три електромагнітні катапульти для запуску палубної авіації.
Тип 003 був спочатку позначений спостерігачами як Тип 002, коли ще не завершений другий авіаносець Китаю Шаньдун називався Тип 001A. Офіційне позначення авіаносця Шаньдун, тип 002, стало відомим вже під час його введення в експлуатацію. У зв'язку із цим експерти вважають, що третім авіаносцем буде тип 003.

## Опис
За офіційними даними НОАК, повна водотоннажність авіаносця «Фуцзянь» становить понад 80 000 тонн. Згідно з ранніми оцінками, довжина авіаносця тип 003 близько 300 метрів, що приблизно відповідає довжині кораблів ВМС США класу Джеральд Форд. Має польотну палубу шириною 78 метрів. Порівняння також проводилися з американськими авіаносцями класу Kitty Hawk. Аналітик Роберт Фарлі вважає, що Type 003 стане «найбільшим і передовим авіаносцем, коли-небудь побудованим за межами Сполучених Штатів».
У 2018 році Кайл Мізокамі повідомив, що авіаносець експлуатуватиме авіагрупу з 40 винищувачів, а також транспортні та повітряні літаки раннього попередження та управління.

## Історія будівництва
Спочатку передбачалося, що Тип 003 використовуватиме парові катапульти для запуску літаків. У 2013 році контр-адмірал ВМС НВАК Інь Чжо заявив, що наступний китайський авіаносець буде оснащений електромагнітними катапультами. У 2012 році ЗМІ помітили кілька прототипів таких катапульт, а літаки, які здатні використовувати цю систему, були випробувані на військово-морських об'єктах. Перехід на ЕМ-катапульти, ймовірно, пояснює збільшення розмірів, порівняно з попередніми китайськими авіаносцями.
За даними Дослідницької служби Конгресу США, яка посилається на державні ЗМІ Китаю, будівництво авіаносця «Фуцзянь» розпочалося у листопаді 2018 року, точна дата невідома. Науковці CSIS із цим загалом згодні. The National Interest розповів про те, що будівництво ведеться, починаючи з березня 2015; Повідомляється, що будівництво було відкладено у червні 2017 року через випробування ЕМ та парових катапульт. До листопада 2017 року військово-морський флот, як повідомляється, розробив систему IEP — замість ядерної енергії — для живлення ЕМ-катапульт, що дозволило відновити роботу над авіаносцем тип 003.
Блокові модулі були переміщені з виробничого об'єкта в проміжну зону у травні 2020 року та сухий док у липні 2020 року. Майже всі килеві та базові блоки корпусу знаходилися у доку до початку вересня 2020 року; був відсутній перед носової частини.
У червні 2022 року авіаносець був спущений на воду. Судно під назвою Fujian було спущено на воду з номером корпусу 16. Його назва викликала ретельну увагу в західних ЗМІ, оскільки одноіменна провінція Фуцзянь розташована навпроти незалежного китайського острова Тайвань.
Станом на початок 2024 року, авіаносець «Фуцзянь» все ще дооснащувався на судноверфі Цзяннань, що розташована на острові Чансін (Changxing) у гирлі річки Янцзи. Водночас, за повідомленнями китайських державних ЗМІ, найсучасніший військовий корабель Китаю вже майже рік проходить швартові випробування різних систем. 

## Конструкція
«Фуцзянь» успадкував від попередніх китайських авіаносців неядерну силову установку.
Надбудова та два ліфти розташовані по правому борту, як і на авіаносці «Шаньдун». Розміри ліфтів збільшились. Тепер кожен з них піднімає не по одному, а по два літаки, що є серйозним покращенням. Надбудова зменшилася. У ній знаходиться центр керування польотами. Вона отримала РЛС з ФАР та засоби зв'язку.
Новий авіаносець має плоску палубу, від трампліну — відмовилися. Замість нього встановлено три електромагнітні катапульти. Довжина каналів катапульт становить приблизно 105 м. Корабель також оснащений аерофінішерами.